# Auzouer-en-Touraine
Auzouer-en-Touraine est une commune française située dans le département d'Indre-et-Loire, en région Centre-Val de Loire.

## Géographie

### Localisation
Auzouer-en-Touraine est limitrophe d'Autrèche, de Château-Renault et de Villedômer. Une école primaire accueille les élèves de la maternelle au CM2.
| Château-Renault   | Saunay              | Morand   |
| Villedômer        | Auzouer-en-Touraine |          |
| Neuillé-le-Lierre |                     | Autrèche |

### Hydrographie

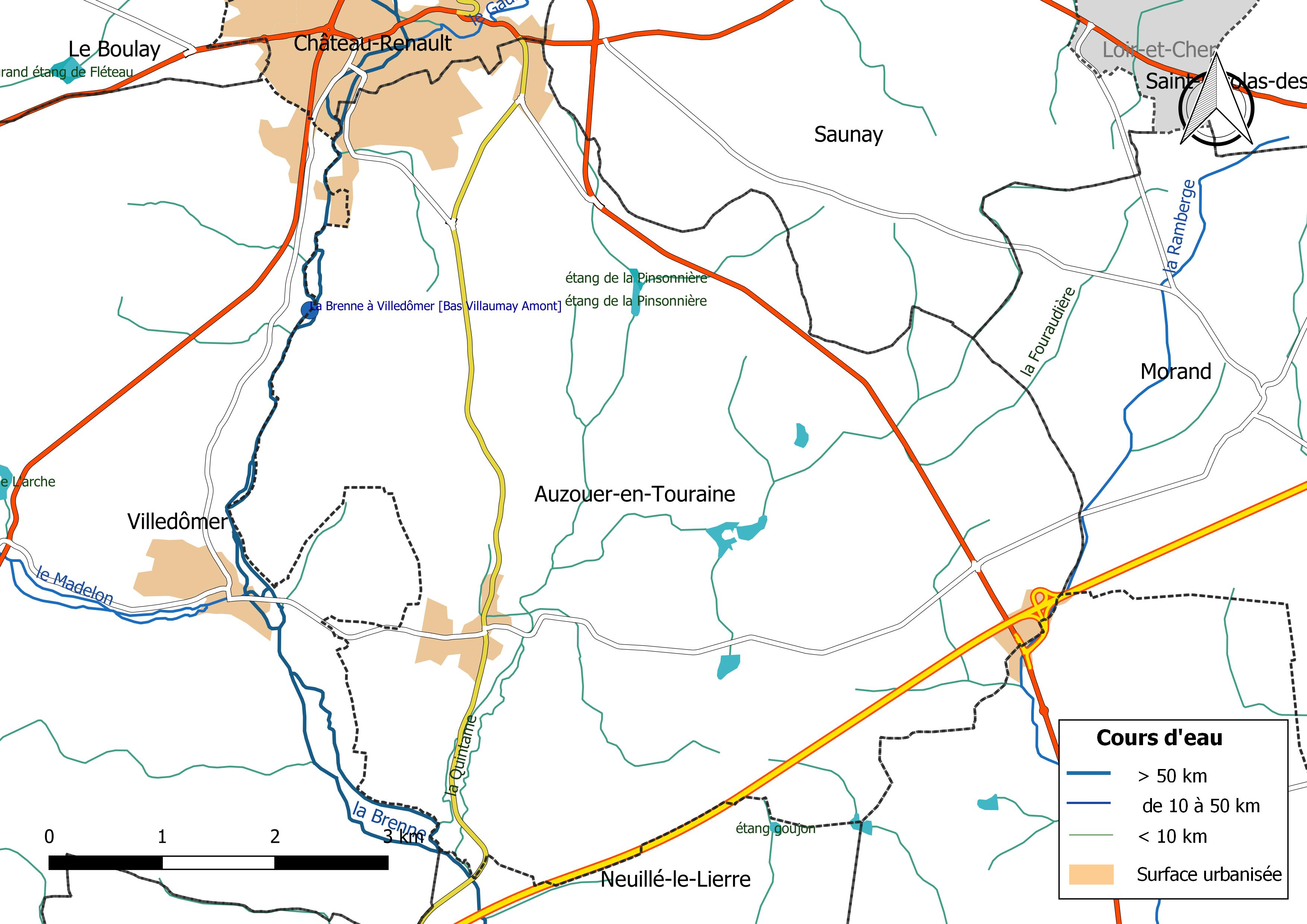
Réseau hydrographique d'Auzouer-en-Touraine.

Le réseau hydrographique communal, d'une longueur totale de 35,1 km, comprend deux cours d'eau notables, la Brenne (1,649 km) et la Ramberge (0,07 km), et divers petits cours d'eau dont la Quintaine (7,762 km) et la Fouraudière (5,505 km),.
La Brenne, d'une longueur totale de 54,2 km, prend sa source à 127 mètres d'altitude près du lieu-dit Le Moulin à Vent sur la commune de Pray et se jette dans la Cisse à Vernou-sur-Brenne, à 50 mètres d'altitude, à l'est de Vouvray 15 communes. Le régime de la Brenne, dont le bassin hydographique recouvre 263 km2, est observé au niveau de la station de Villedômer. Sur une période d'observation de 31 ans (de 1968 à 1999), le module de cette rivière, c'est-à-dire son « débit moyen interannuel », variant entre un minimum de 0,458 m3/s (donnée relevé en 1973) et un maximum de 2,140 m3/s (chiffre enregistré en 1999), est de l'ordre de 1,2 m3/s. Sur une période d'un an, de manière générale, l'écoulement moyen mensuel de la Brenne atteint son plus important taux pendant les mois hivernaux et premiers mois printaniers avec plus de 4,0 m3/s en février ; et ce à contrario des mois estivaux, ou mois secs, où son taux se révèle alors inférieur à 0,5 m3/s, soit 0,357 m3/s. En outre, les crues de l'affluent ligérien surviennent lorsque son débit dépasse un seuil de 8 m3/s. Sur le plan piscicole, la Brenne est classée en première catégorie piscicole. Le groupe biologique dominant est constitué essentiellement de salmonidés (truite, omble chevalier, ombre commun, huchon).
La Ramberge, d'une longueur totale de 22,3 km, prend sa source dans la commune des Saint-Nicolas-des-Motets et se jette dans la Cisse à Pocé-sur-Cisse, après avoir traversé 7 communes. 
Sur le plan piscicole, la Ramberge est également classée en deuxième catégorie piscicole.
Cinq zones humides ont été répertoriées sur la commune par la direction départementale des territoires (DDT) et le conseil départemental d'Indre-et-Loire : « l'étang de la Pinsonnière », « la vallée du Ruisseau de la Fouraudière », « l'étang du Bois Curé », « la vallée de la Brenne de Château-Renault à Neuillé-le-Lierre » et « l'étang de Pierrefitte »,.

### Climat
Pour des articles plus généraux, voir Climat du Centre-Val de Loire et Climat d'Indre-et-Loire.
En 2010, le climat de la commune est de type climat océanique dégradé des plaines du Centre et du Nord, selon une étude du CNRS s'appuyant sur une série de données couvrant la période 1971-2000. En 2020, Météo-France publie une typologie des climats de la France métropolitaine dans laquelle la commune est exposée à un climat océanique altéré et est dans la région climatique Moyenne vallée de la Loire, caractérisée par une bonne insolation (1 850 h/an) et un été peu pluvieux.
Pour la période 1971-2000, la température annuelle moyenne est de 11 °C, avec une amplitude thermique annuelle de 14,7 °C. Le cumul annuel moyen de précipitations est de 706 mm, avec 11,4 jours de précipitations en janvier et 6,8 jours en juillet. Pour la période 1991-2020, la température moyenne annuelle observée sur la station météorologique de Météo-France la plus proche, sur la commune de Saunay à 8 km à vol d'oiseau, est de 12,0 °C et le cumul annuel moyen de précipitations est de 657,3 mm,. Pour l'avenir, les paramètres climatiques de la commune estimés pour 2050 selon différents scénarios d'émission de gaz à effet de serre sont consultables sur un site dédié publié par Météo-France en novembre 2022.

## Urbanisme

### Typologie
Au 1er janvier 2024, Auzouer-en-Touraine est catégorisée commune rurale à habitat dispersé, selon la nouvelle grille communale de densité à sept niveaux définie par l'Insee en 2022.
Elle appartient à l'unité urbaine de Château-Renault, une agglomération intra-départementale regroupant deux  communes, dont elle est une commune de la banlieue,,. Par ailleurs la commune fait partie de l'aire d'attraction de Tours, dont elle est une commune de la couronne,. Cette aire, qui regroupe 162 communes, est catégorisée dans les aires de 200 000 à moins de 700 000 habitants,.

### Occupation des sols
L'occupation des sols de la commune, telle qu'elle ressort de la base de données européenne d’occupation biophysique des sols Corine Land Cover (CLC), est marquée par l'importance des territoires agricoles (75,2 % en 2018), en diminution par rapport à 1990 (76,5 %). La répartition détaillée en 2018 est la suivante : 
terres arables (63,7 %), forêts (20,2 %), zones agricoles hétérogènes (7,7 %), zones urbanisées (4,1 %), prairies (3,7 %), zones industrielles ou commerciales et réseaux de communication (0,6 %). L'évolution de l’occupation des sols de la commune et de ses infrastructures peut être observée sur les différentes représentations cartographiques du territoire : la carte de Cassini (XVIIIe siècle), la carte d'état-major (1820-1866) et les cartes ou photos aériennes de l'IGN pour la période actuelle (1950 à aujourd'hui).

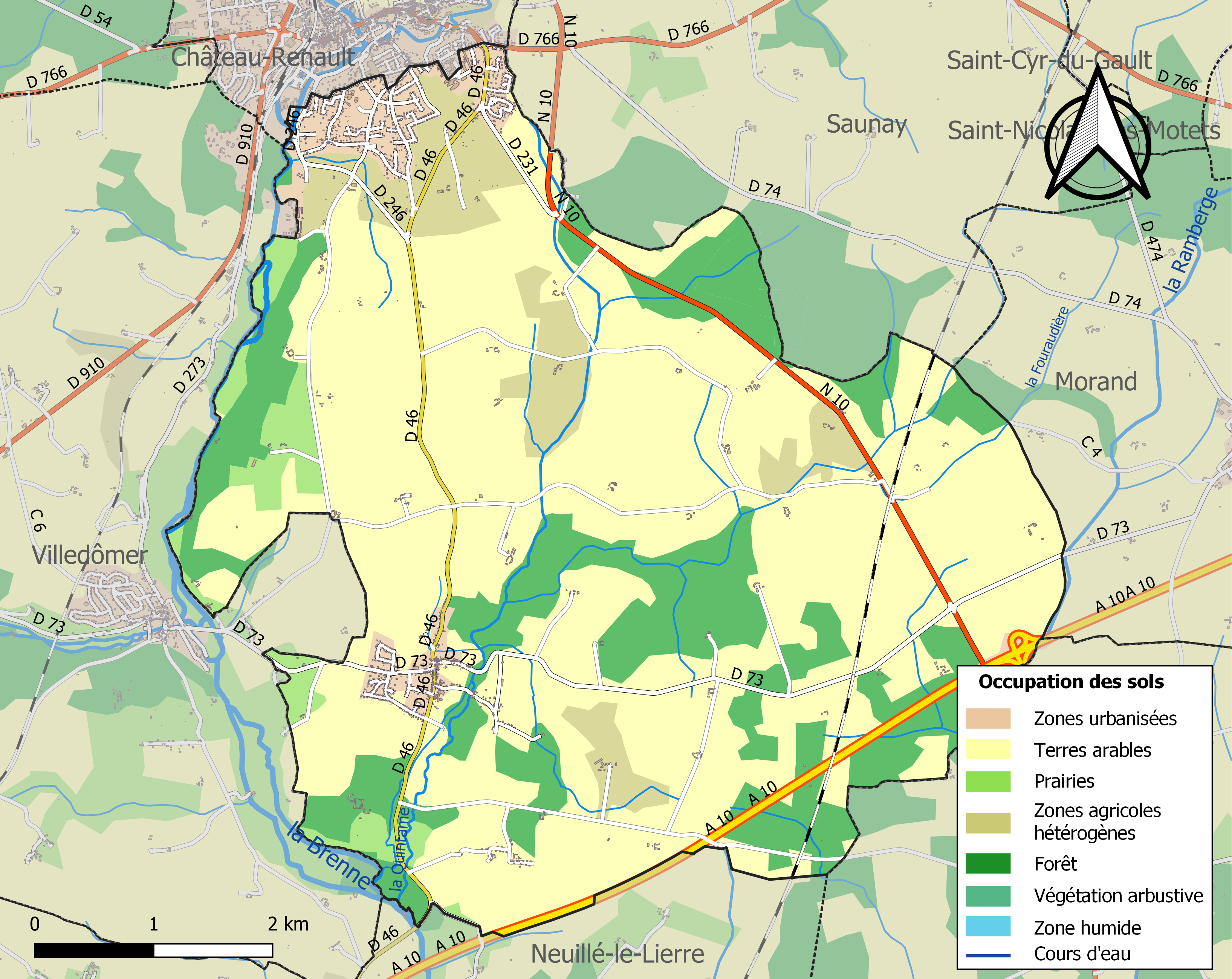
Carte des infrastructures et de l'occupation des sols de la commune en 2018 (CLC).

### Risques majeurs
Le territoire de la commune d'Auzouer-en-Touraine est vulnérable à différents aléas naturels : météorologiques (tempête, orage, neige, grand froid, canicule ou sécheresse) et séisme (sismicité très faible). Il est également exposé à un risque technologique,  et  le risque industriel. Un site publié par le BRGM permet d'évaluer simplement et rapidement les risques d'un bien localisé soit par son adresse soit par le numéro de sa parcelle.

#### Risques naturels

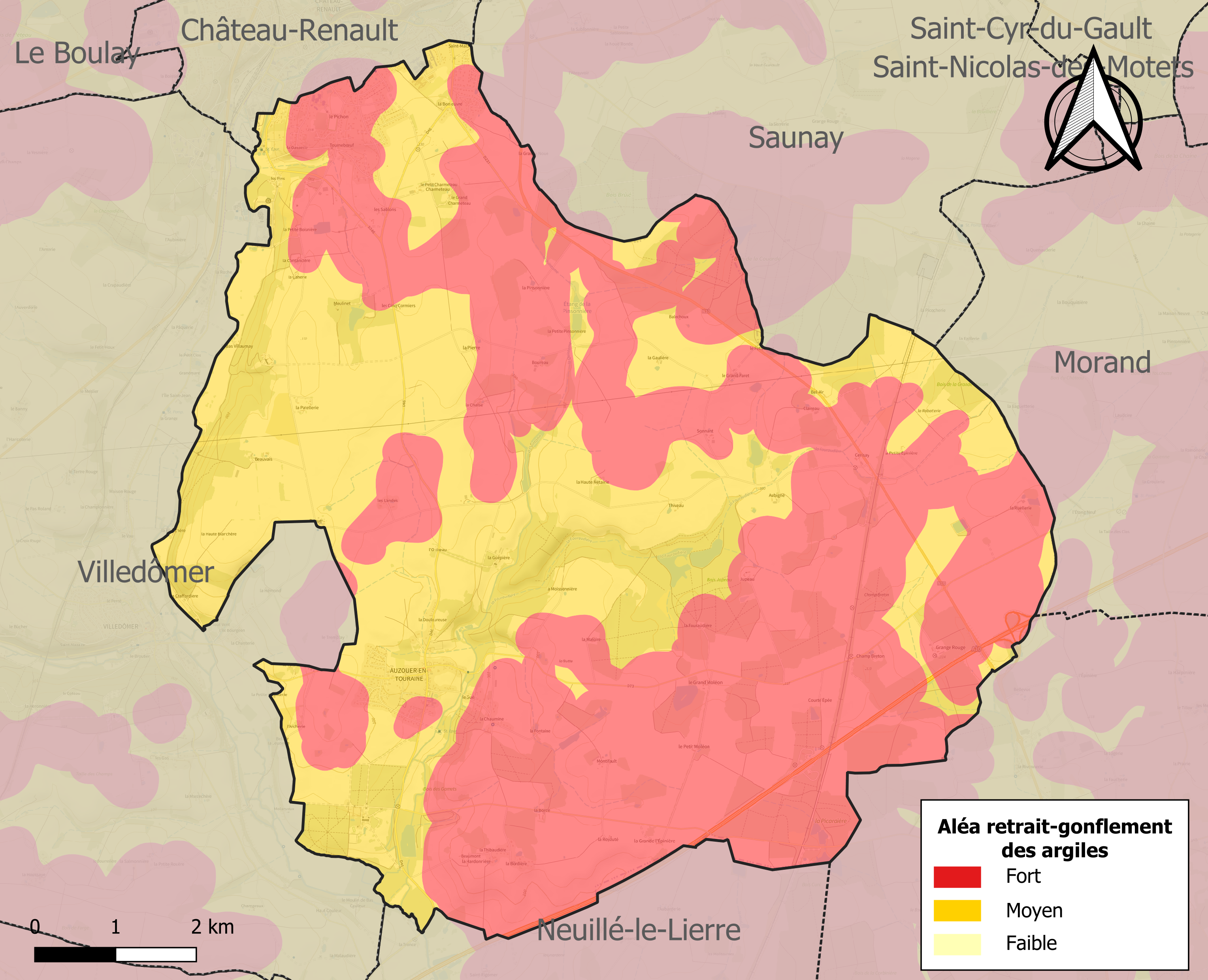
Carte des zones d'aléa retrait-gonflement des sols argileux d'Auzouer-en-Touraine.

Le retrait-gonflement des sols argileux est susceptible d'engendrer des dommages importants aux bâtiments en cas d’alternance de périodes de sécheresse et de pluie. La totalité de la commune est en aléa moyen ou fort (90,2 % au niveau départemental et 48,5 % au niveau national). Sur les 839 bâtiments dénombrés sur la commune en 2019, 839 sont en aléa moyen ou fort, soit 100 %, à comparer aux 91 % au niveau départemental et 54 % au niveau national. Une cartographie de l'exposition du territoire national au retrait gonflement des sols argileux est disponible sur le site du BRGM,.
Concernant les mouvements de terrains, la commune a été reconnue en état de catastrophe naturelle au titre des dommages causés par la sécheresse en 1989, 2011 et 2019 et par des mouvements de terrain en 1999.

#### Risques technologiques
La commune est exposée au risque industriel du fait de la présence sur son territoire d'une entreprise soumise à la directive européenne SEVESO.

## Histoire
Dans la nuit du 7 au 8 juin 1988 une explosion provoque un incendie dans l'usine Protex-Synthron de produits chimiques d'Auzouer-en-Touraine. L'eau déversée par les pompiers pour éteindre le feu ruisselle chargée en produits chimiques dans la Brenne, affluent de la Cisse qui se jette elle-même dans la Loire. À partir du 9 juin et pendant 10 jours la ville de Tours et cinq communes situées sur la rive droite de la Loire, soit près de 200 000 personnes, sont privées d'eau potable. Cette entreprise a été condamnée au pénal et au civil à 300 000 euros d'amende en juillet 2008 pour d'autres faits de pollution survenus en 2004 (communiqué d'Usine Nouvelle).
La succession d'accidents survenus dans l'usine Synthron du groupe Protex est répertoriée dans la base officielle du ministère chargé des risques technologiques (base ARIA) : 
- février 2003 : pollution de la rivière à la suite d'une mauvaise manipulation ;
- décembre 2003 : explosion suivie d'un incendie se produit dans le laboratoire situé dans un bâtiment de quatre étages ;
- janvier 2004 : pollution de la rivière après inondation partielle du site ;
- juillet 2004 : pollution grave de la rivière (sept fois le seuil autorisé en phénols).

## Politique et administration

### Tendances politiques et résultats
| Scrutin             | Scrutin             | 1er tour | 1er tour | 1er tour | 1er tour | 1er tour | 1er tour | 1er tour | 1er tour  | 1er tour | 1er tour | 1er tour | 1er tour | 2d tour | 2d tour | 2d tour | 2d tour | 2d tour | 2d tour |
| Scrutin             | Scrutin             | 1er      | 1er      | %        | 2e       | 2e       | %        | 3e       | 3e        | %        | 4e       | 4e       | %        | 1er     | 1er     | %       | 2e      | 2e      | %       |
| ------------------- | ------------------- | -------- | -------- | -------- | -------- | -------- | -------- | -------- | --------- | -------- | -------- | -------- | -------- | ------- | ------- | ------- | ------- | ------- | ------- |
| Présidentielle 2017 | Présidentielle 2017 |          | FN       | 29,14    |          | LFI      | 20,51    |          | EM        | 18,84    |          | LR       | 16,73    |         | EM      | 55,83   |         | FN      | 44,17   |
| Présidentielle 2022 | Présidentielle 2022 |          | RN       | 32,93    |          | LREM     | 24,24    |          | LFI       | 18,41    |          | LR       | 5,37     |         | LREM    | 50,88   |         | RN      | 49,12   |
| Législatives 2022   | 2e                  |          | RN       | 29,14    |          | RE-Ens   | 26,63    |          | LFI-Nupes | 24,70    |          | LR       | 7,99     |         | RE      | 52,72   |         | LFI     | 47,28   |
| Législatives 2024   | 2e                  |          | RN       | 45,92    |          | RE-Ens   | 26,94    |          | LFI-NFP   | 20,00    |          | LR       | 5,00     |         | RN      | 51,17   |         | RE      | 48,83   |

### Liste des maires
| Période                                  | Période   | Identité                    | Étiquette | Qualité                    |
| ---------------------------------------- | --------- | --------------------------- | --------- | -------------------------- |
| 1959                                     | juin 1995 | Comte Jacques de La Tullaye |           |                            |
| juin 1995                                | mars 2008 | Gilbert Ritzenthaler        | DVD       |                            |
| mars 2008                                | mars 2014 | Pierre Gaudino              |           |                            |
| mars 2014                                | En cours  | Jean-Claude Baglan          | DVD       | Retraité Fonction publique |
| Les données manquantes sont à compléter. |           |                             |           |                            |

## Démographie
L'évolution du nombre d'habitants est connue à travers les recensements de la population effectués dans la commune depuis 1793. Pour les communes de moins de 10 000 habitants, une enquête de recensement portant sur toute la population est réalisée tous les cinq ans, les populations de référence des années intermédiaires étant quant à elles estimées par interpolation ou extrapolation. Pour la commune, le premier recensement exhaustif entrant dans le cadre du nouveau dispositif a été réalisé en 2006.

En 2022, la commune comptait 2 172 habitants, en évolution de −1,72 % par rapport à 2016 (Indre-et-Loire : +1,67 %, France hors Mayotte : +2,11 %).
| 1793 | 1800 | 1806 | 1821 | 1831 | 1836 | 1841 | 1846 | 1851 |
| ---- | ---- | ---- | ---- | ---- | ---- | ---- | ---- | ---- |
| 680  | 521  | 569  | 633  | 675  | 653  | 641  | 686  | 695  |

| 1856 | 1861 | 1866 | 1872 | 1876 | 1881 | 1886 | 1891 | 1896 |
| ---- | ---- | ---- | ---- | ---- | ---- | ---- | ---- | ---- |
| 705  | 693  | 706  | 672  | 666  | 683  | 701  | 734  | 692  |

| 1901 | 1906 | 1911 | 1921 | 1926 | 1931 | 1936 | 1946 | 1954 |
| ---- | ---- | ---- | ---- | ---- | ---- | ---- | ---- | ---- |
| 675  | 688  | 673  | 650  | 689  | 691  | 652  | 712  | 691  |

| 1962 | 1968 | 1975 | 1982 | 1990  | 1999  | 2006  | 2011  | 2016  |
| ---- | ---- | ---- | ---- | ----- | ----- | ----- | ----- | ----- |
| 713  | 646  | 689  | 983  | 1 242 | 1 309 | 1 853 | 2 108 | 2 210 |

| 2021  | 2022  | - | - | - | - | - | - | - |
| ----- | ----- | - | - | - | - | - | - | - |
| 2 190 | 2 172 | - | - | - | - | - | - | - |

## Culture locale et patrimoine

### Lieux et monuments
- Église Saint-Martin, bâtie au (XIe siècle) et agrandie au (XVIIe). L'édifice est restauré après un incendie survenu en 1851. Il fait l'objet d'une protection par une inscription au titre des Monuments Historiques[35].
- Château de Pierrefitte (XVe siècle-XIXe siècle) avec son dolmen, classé au titre des Monuments Historiques depuis 1889[36].

### Personnalités liées à la commune
- Comte de La Tullaye : ancien maire de la commune. La salle des sports porte son nom.
- Le coureur cycliste Cyril Lemoine habite le village.
- André Bauchant : peintre, scénographe, s'installe dans la commune "aux Tourneboeufs" en 1928.

### Héraldique
| Blason d'Auzouer-en-Touraine | Les armes d'Auzouer-en-Touraine se blasonnent ainsi : D'or à un chêne arraché au naturel, accosté en chef de deux fers de moulin de sable, au chef de gueules chargé d'une épée du champ posée en fasce, la pointe à senestre. |